# Jūlija Vansoviča
Jūlija Vansoviča, née le 24 août 1975 à Riga (RSS de Lettonie), est une escrimeuse lettone. Elle a représenté son pays aux Jeux olympiques d'été de 2000 à Sydney dans l'épreuve d'épée féminine individuelle.

## Carrière
En 2000, sa qualification pour les Jeux olympiques en fait la première athlète lettone à disputer une épreuve d'escrime olympique. Elle se qualifie uniquement pour l'épreuve individuelle d'épée, faute d'avoir pu qualifier l'équipe nationale. Étant l'une des tireuses les moins bien classées, elle dispute un tour de barrage, facilement remporté contre la modeste chilienne Cáterine Bravo (15-5). Opposée au tour suivante à la Hongroise Gyöngyi Szalay, tête de série no 3, elle crée une surprise en s'imposant 15-13. Son adversaire suivante, une autre Hongroise, sera son ultime adversaire. Battue 15-10, Vansoviča s'arrête au troisième tour. Tímea Nagy, qui l'a battue, poursuivra sa route jusqu'à remporter son premier titre olympique.
À la suite de ces Jeux, Vansoviča fait régulièrement partie des quarts de finaliste de coupe du monde. Sa plus belle saison, 2003-2004, est marquée par trois podiums dont une victoire lors de l'épreuve de Katowice et deux troisièmes places à Londres et au Challenge International de Saint-Maur. Malgré ces résultats, et sa progression au classement mondial de la coupe du monde, elle ne participe pas aux Jeux olympiques d'Athènes et, échouant à se qualifier pour ceux de Pékin, met fin à sa carrière en 2008.

## Classement en fin de saison
Depuis 2003
| Année | 2003 | 2004 | 2005 | 2006 | 2007 | 2008 |
| ----- | ---- | ---- | ---- | ---- | ---- | ---- |
| Rang  | 36   | 17   | 54   | 93   | 51   | 69   |

## Référence
1. ↑  « Lettonie aux Jeux olympiques - Escrime », sur sportsreference.com (consulté le 17 novembre 2016)